# Xanthium italicum
Xanthium italicum là một loài thực vật có hoa trong họ Cúc. Loài này được Moretti miêu tả khoa học đầu tiên năm 1822.